# Danxi (köpinghuvudort i Kina, Zhejiang Sheng, lat 28,23, long 120,99)
Danxi (kinesiska: 淡溪, 淡溪镇, 湖边) är en köpinghuvudort i Kina. Den ligger i provinsen Zhejiang, i den östra delen av landet, omkring 240 kilometer söder om provinshuvudstaden Hangzhou. Antalet invånare är 31 957. Befolkningen består av 15 352 kvinnor och 16 605 män. Barn under 15 år utgör 16,0 %, vuxna 15-64 år 76 %, och äldre över 65 år 7,0 %.
Närmaste större samhälle är Hongqiao, 3,9 km öster om Danxi. Trakten runt Danxi består till största delen av jordbruksmark.
Genomsnittlig årsnederbörd är 2 023 millimeter. Den regnigaste månaden är juni, med i genomsnitt 334 mm nederbörd, och den torraste är januari, med 74 mm nederbörd.